# Choices (альбом Теренса Бланчарда)
Choices — студийный альбом американского джазового трубача Теренса Бланчарда. Альбом был выпущен 18 августа 2009 года на лейблах Concord Jazz и Universal Music Group International.
Альбом является свободным продолжением предыдущей пластинки Бланчарда A Tale of God’s Will (A Requiem for Katrina), получившей премию Грэмми в 2007 году.

## История
Идея альбома Choices возникла в результате бесед между Бланчардом и Херби Хэнкоком во время их совместного турне осенью 2008 года. Альбом является свободным продолжением предыдущей пластинки Бланчарда, получившей премию Грэмми в 2007 году, A Tale of God’s Will (A Requiem for Katrina). В центре Choices — более широкие вопросы о свободе воли и личной ответственности. В нескольких композициях альбома звучит голос Корнела Уэста, известного философа-социалиста, борца за гражданские права, критика, преподавателя религии и афроамериканских исследований в Принстонском университете. Бланчард в значительной степени основывает название альбома и его концептуальную предысторию на рассуждениях Уэста о природе выбора и о том, какими людьми мы можем стать.

## Отзывы
| Оценки критиков | Оценки критиков |
| Источник        | Оценка          |
| --------------- | --------------- |
| Allmusic        | [ 5 ]           |
| All About Jazz  | [ 6 ]           |
| Billboard       | [ 7 ]           |
| The Guardian    | [ 8 ]           |
| Jazzwise        | [ 9 ]           |
| Financial Times | [ 10 ]          |
| Sunday Express  | 3/5             |
| Том Халл        | B+              |

Майк Хобарт из Financial Times отметил: «Струящийся постмодальный джаз, бурлящая ритм-секция и плавные соло — это великолепно. Гладкий центрированный звук Бланчарда обладает мощной силой, пианист Фабиан Алмазан создаёт точные текстуры, а бас и ударные тонко дополняют картину. Билал Оливер добавляет негромкий вокал и фирменную гитару Лайонела Луеке». Том Юрек из AllMusic прокомментировал: «Choices — это музыкально обширная, сложная запись, которая критически и либерально затрагивает тему, вынесенную в её название, но не бьёт ею слушателя по голове. Она должна понравиться не только джазменам, но и открытым поклонникам музыки всех мастей. В этом наборе много класса и изысканности, но он также спекулятивно отражает музыкальную и интеллектуальную историю и тайны».
Дэн Оуэллетт из Billboard написал: «Новоорлеанский трубач и композитор приступает к новому драматическому песенному циклу, который погружается в глубины принятия личных и общественных решений. Помимо его группы, в Choices принимают участие специальные гости: Лайонел Луеке исполняет образные гитарные партии, Корнел Уэст выступает с провокационными интерлюдиями на словах, а вокалист Билал исполняет пару R&B-красот. Бланчард никогда не звучал лучше на трубе — его самая страстная игра появляется в похожей на самбу „Journey“, в которой он поддерживает Билала, и в 12-минутном лирическом путешествии „Winding Roads“. Также выделяются исполненная Билалом песня „When Will You Call“ и бодрая „Robin’s Choice“». Роберт Спеллман из Sunday Express добавил: «Бланчард, к которому присоединились его самые близкие музыканты, исполняет пронзительные, бурные, свободно текущие джемы, которые не могут не увлечь джазового слушателя».

## Список треков
| №                   | Название                                                | Автор(ы)            | Длительность |
| ------------------- | ------------------------------------------------------- | ------------------- | ------------ |
| 1.                  | «Byus»                                                  | Уолтер Смит III     | 6:47         |
| 2.                  | «Beethoven»                                             | Теренс Бланчард     | 0:54         |
| 3.                  | «D's Choice»                                            | Бланчард            | 3:47         |
| 4.                  | «Journey»                                               | Кендрик Скотт       | 6:02         |
| 5.                  | «Hacia del Aire»                                        | Фабиан Алмазан      | 7:11         |
| 6.                  | «Jazz Man in the World of Ideas»                        |                     | 0:40         |
| 7.                  | «Him or Me»                                             | Смит III            | 4:21         |
| 8.                  | «Choices»                                               | Бланчард            | 6:10         |
| 9.                  | «Hugs» (Historically Underrepresented Groups)           | Алмазан             | 6:31         |
| 10.                 | «Winding Roads»                                         | Деррик Ходж         | 12:19        |
| 11.                 | «When Will You Call»                                    | Билал Оливер        | 4:27         |
| 12.                 | «A New Note Angel»                                      |                     | 0:55         |
| 13.                 | «A New World» (Created Inside the Walls of Imagination) | Ходж                | 5:17         |
| 14.                 | «Touched by an Angel»                                   | Скотт               | 6:05         |
| 15.                 | «Robin's Choice»                                        | Бланчард            | 2:19         |
| Общая длительность: | Общая длительность:                                     | Общая длительность: | 1:13:45      |